# Artemis III
Artemis III (anciennement Exploration Mission 3 ou EM-3) est une mission spatiale avec équipage qui doit se dérouler à la mi-2027 dans le cadre du programme Artemis développé par l'agence spatiale américaine, la NASA, dont l'objectif est de ramener l'Homme sur la Lune. Artemis III est le troisième vol du vaisseau Orion et la première mission du programme Artemis qui déposera un équipage à la surface de la Lune. 
L'équipage comprend quatre astronautes dont deux doivent descendre à la surface de la Lune à bord de l'atterisseur Starship HLS pour y séjourner six jours et demi. Cette mission est la première d'une série dont l'objectif est d'effectuer des séjours de longue durée à la surface de la Lune pour étudier celle-ci et mettre au point les techniques nécessaires à des missions habitées à la surface de Mars.

## Contexte
Pour tenir le premier des deux objectifs assignés au programme Artemis (faire atterrir un équipage à la surface de la Lune), l'agence spatiale américaine a prévu de lancer dans un premier temps des missions simplifiées : vaisseau lunaire aux capacités réduites, équipage sur le sol lunaire réduit à deux astronautes (puis quatre astronautes), équipements scientifiques réduits, masse des roches lunaires ramenées sur Terre limitée, séjour de relativement courte durée. Artemis III est la première mission de ce type. Elle est précédée par un test du lanceur SLS Bloc 1 et du vaisseau Orion sans équipage (mission Artemis I fin 2022) et une mission circumlunaire dans la même configuration mais avec équipage (Artemis II, en avril 2026). Les exemplaires du vaisseau lunaire HLS sont lancés et testés en orbite lunaire avant l'envoi de la mission proprement dite. La mission Artemis III doit être la première avec équipage depuis Apollo 17 à faire atterrir des humains sur la Lune. La mission comprendra également la première femme à marcher sur le sol lunaire.

## Site d'atterrissage

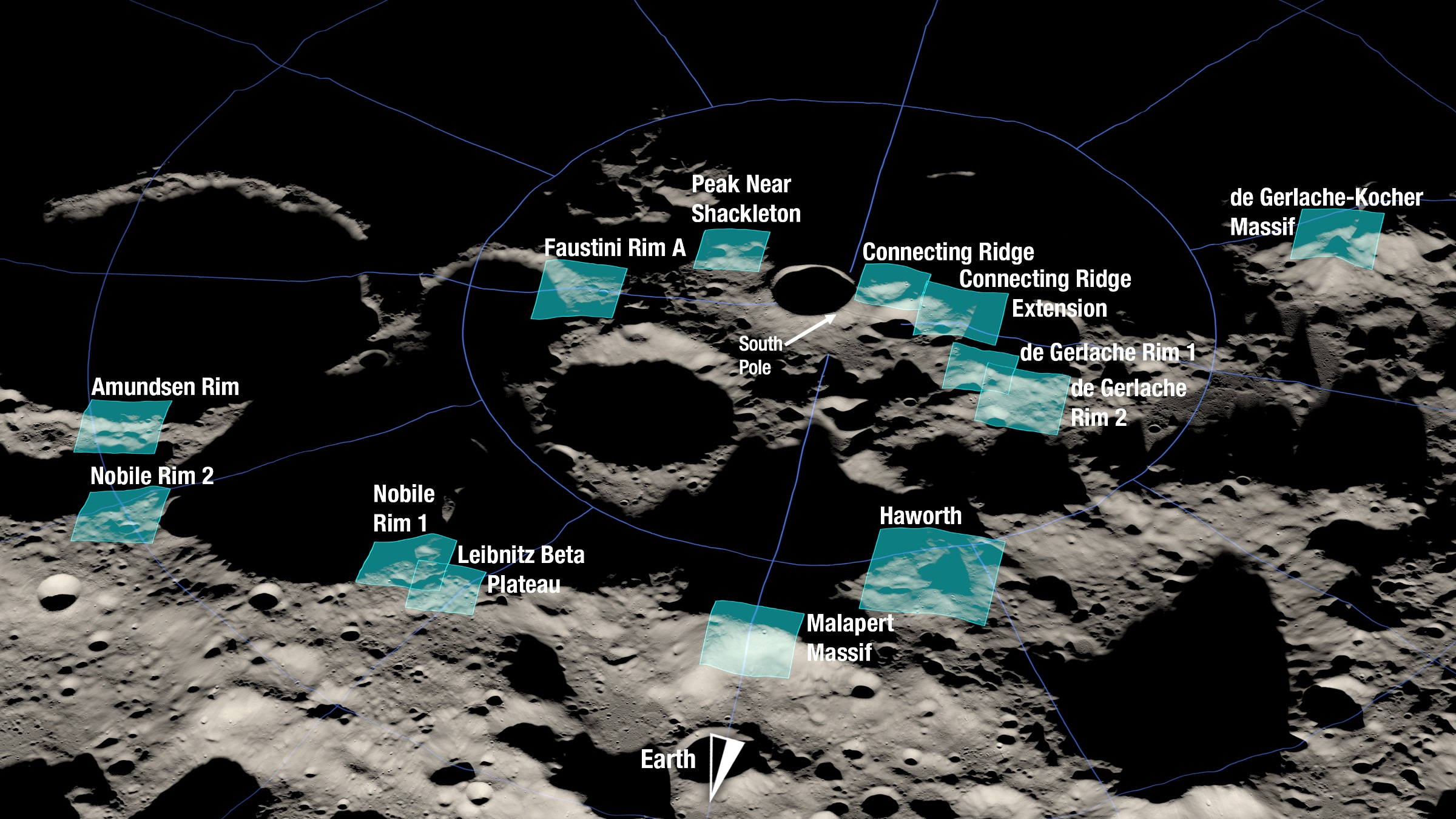
Les 13 sites d'atterrissage potentiels sélectionnés par le comité scientifique de la NASA en août 2022.

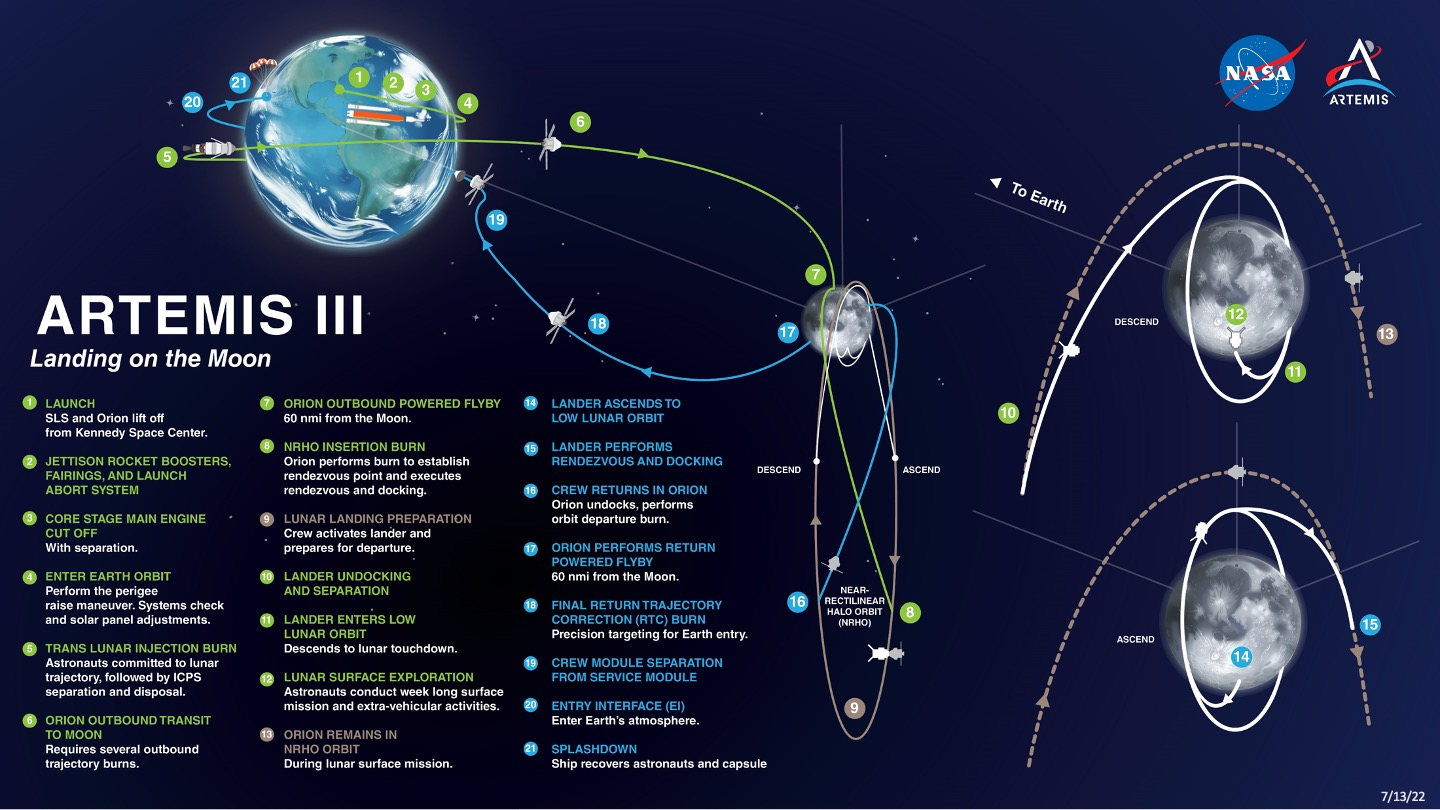
Schéma du déroulement de la mission.

Le site d'atterrissage de la mission sera situé près du pôle Sud de la Lune. Dans cette région, du fait de l'éclairage rasant permanent du Soleil et des reliefs (cratères), on trouve côte à côte des zones éclairées pratiquement de manière continue (parties surélevées) et des zones plongées en permanence à l'ombre (fond des cratères). Les régions éclairées en permanence permettent durant la nuit lunaire (14 jours) de continuer à produire de l'énergie et d'éviter les chutes de température extrêmes, tandis que les zones en permanence à l'ombre abritent souvent des réserves de glace d'eau qui peuvent être exploitées pour optimiser les séjours de longue durée : fourniture d'oxygène, d'eau consommable et d'ergols pour la propulsion. La Terre comme le Soleil étant très bas sur l'horizon au niveau du pôle Sud, les communications avec la Terre devront être relayées par la station spatiale lunaire. Pour la mission Artemis III, la NASA a sélectionné en août 2022 13 sites d'atterrissage potentiels, tous situés à moins de six degrés de latitude du pôle sud, complétés par neuf autres sites octobre 2024. Les sites retenus, identifiés grâce aux données collectées par la sonde spatiale Lunar Reconnaissance Orbiter, prennent en compte les contraintes d'atterrissage du module lunaire Starship HLS.

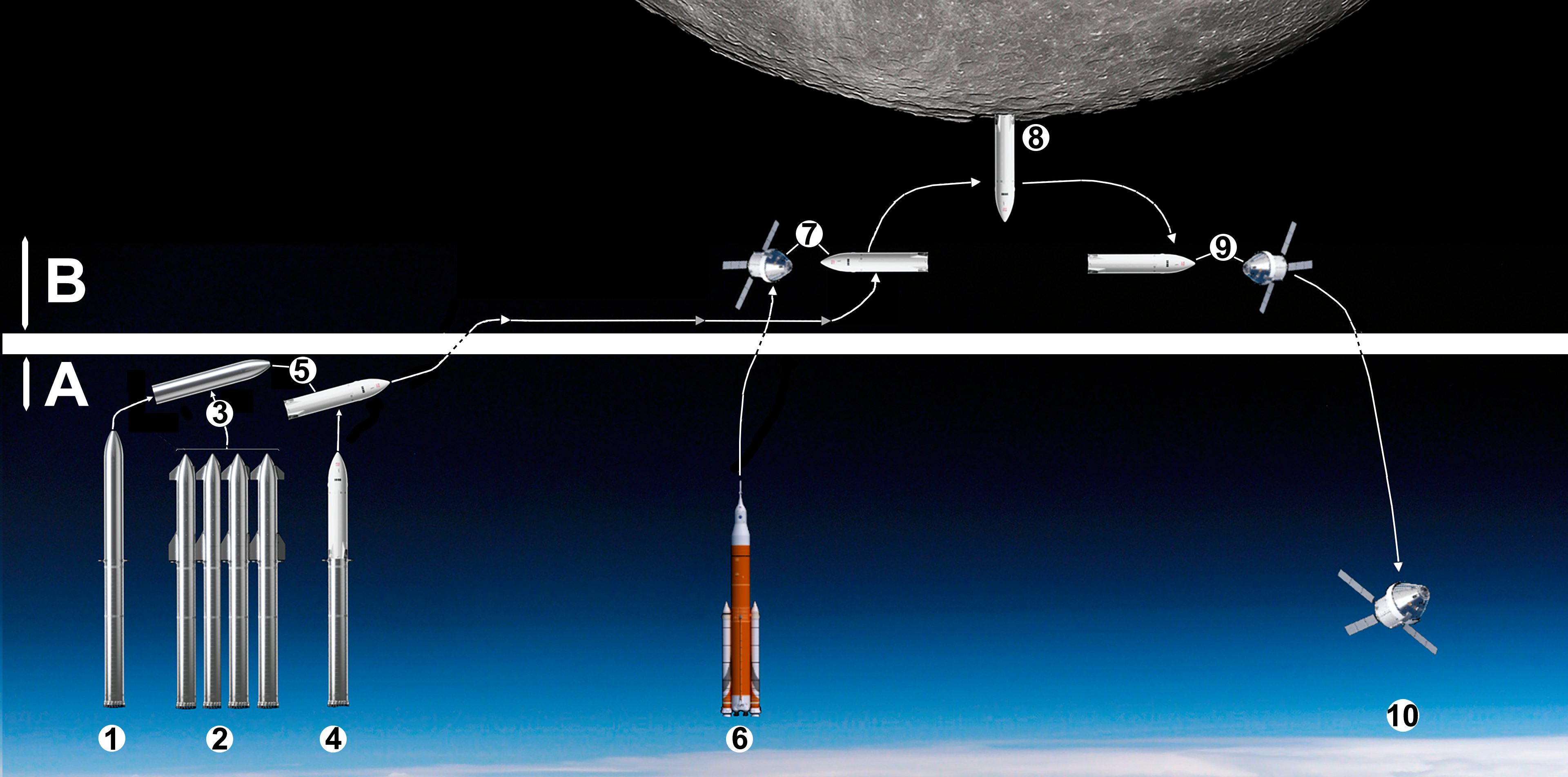
Les principales phases de la mission Artemis III : A Orbite basse terrestre - 'B' Orbite de halo presque rectiligne - 1 Lancement du Starship servant de dépôt orbital d'ergols - 2 Lancement de Starship de transport d'ergols (au moins 10) - 3 Transfert des ergols entre le tanker et le dépôt orbital (au moins 10) - 4 Lancement du HLS - 5 Transfert des ergols entre le dépôt orbital et le HLS - 6 Lancement du vaisseau Orion avec l'équipage - 7 Transfert de l'équipage du vaisseau Orion au HLS - 8 Séjour du HLS à la surface de la Lune - 9 Transfert de l'équipage du HLS au vaisseau Orion - 10 Retour sur Terre de l'équipage.

## Déroulement de la mission
La mission Artemis III est la première à amener un équipage sur le sol lunaire. Selon le scénario préconisé par la NASA, sa durée totale est 25 à 34 jours et le séjour sur la Lune est de six jours et demi. L'équipage est composé de quatre personnes dont deux, un homme et une femme, doivent descendre sur le sol lunaire. Le déroulement de cette première mission sur le sol lunaire est le suivant, :
- pour cette première mission, afin de respecter l'échéance fixée, la station spatiale Lunar Gateway n'est pas utilisée ;
- le vaisseau lunaire Starship HLS est placé sur une orbite terrestre basse par le premier étage réutilisable de la fusée Starship (Starship Heavy) avant le lancement de l'équipage pour permettre un pré-positionnement. Il est ravitaillé en ergols par plusieurs Starship Tanker placés chacun en orbite par un étage Starship Heavy. Des programmes de diagnostic sont lancés à distance ;
- si le diagnostic est positif, le lanceur SLS Bloc 1 décolle en emportant le vaisseau Orion avec son équipage de quatre astronautes ;
- le vaisseau Orion réalise une manœuvre de rendez-vous avec le vaisseau lunaire Starship HLS auquel il s'amarre ;
- deux des astronautes embarquent à bord du vaisseau lunaire HLS et entament la descente vers le sol lunaire ;
- la descente se décompose en cinq phases : le transfert de l'orbite NRHO à une orbite basse circulaire de 100 km (durée 12 heures), l'abaissement du périlune, la phase de freinage consistant à annuler pratiquement la vitesse horizontale, la phase d'approche permettant de positionner le vaisseau au-dessus du site d'atterrissage et la descente verticale finale une fois le vaisseau au-dessus de la zone d'atterrissage ;
- le vaisseau lunaire se pose verticalement sur un site du pôle sud qui en août 2022 reste encore à définir. Il génère de manière continue de l'énergie avec ses panneaux solaires. Le séjour à la surface de la Lune doit durer six jours et demi, soit trois jours de plus que la dernière mission Apollo. Au moins deux sorties extra-véhiculaires d'une durée minimale de quatre heures sont réalisées. Le cahier des charges de l'atterrisseur limite à 26 kg la quantité de roches lunaires que pourront ramener les astronautes[6] ;
- à la fin de son séjour, l'équipage redécolle de la surface ;
- une fois sur une orbite basse, le vaisseau lunaire est manœuvré de manière à réussir un rendez-vous spatial avec le vaisseau Orion ;
- son équipage réintègre alors le vaisseau Orion qui est resté sur orbite NRHO durant leur séjour sur la Lune et retrouve les deux coéquipiers restés en orbite ;
- le vaisseau Orion retourne vers la Terre avec à son bord l'équipage complet, le résultat de la collecte des échantillons lunaires et certaines expériences scientifiques ;
- de retour sur Terre, il amerrit dans l'océan et est recueilli avec son équipage par des navires pré-positionnés.

Artemis III est planifié pour la mi-2027.